# UFC 162
UFC 162: Silva vs. Weidman è stato un evento di arti marziali miste organizzato dalla Ultimate Fighting Championship che si è tenuto il 6 luglio 2013 all'MGM Grand Garden Arena di Las Vegas, Stati Uniti.

## Retroscena
L'evento celebrò l'ingresso nella Hall of Fame da parte di Forrest Griffin e Stephan Bonnar, i quali contribuirono fortemente a rendere celebre la promozione UFC negli Stati Uniti grazie al loro primo incontro nell'evento The Ultimate Fighter 1 Finale.
Lo show registrò il terzo incasso più alto nella storia dell'UFC con 4.826.450 dollari: meglio di questo evento fecero solamente UFC 148: Silva vs. Sonnen II e UFC 66: Liddell vs. Ortiz.
Con la vittoria su Rafaello Oliveira il lottatore brasiliano Edson Barboza è stato il primo atleta nella storia dell'UFC ad aver ottenuto più di una vittoria per KO per mezzo di calci alle gambe.

## Risultati
|                                                   | Divisione       |                 |                 |                    | Metodo                                      | Round           | Tempo           | Premio          |
| Card principale                                   | Card principale | Card principale | Card principale | Card principale    | Card principale                             | Card principale | Card principale | Card principale |
| ------------------------------------------------- | --------------- | --------------- | --------------- | ------------------ | ------------------------------------------- | --------------- | --------------- | --------------- |
| Sfida valida per il titolo di campione indiscusso | Pesi Medi       | Chris Weidman   | batte           | Anderson Silva (c) | KO (pugni)                                  | 2               | 1:18            | KOTN            |
|                                                   | Pesi Piuma      | Frankie Edgar   | batte           | Charles Oliveira   | Decisione unanime (30-27, 29-28, 30-27)     | 3               | 5:00            | FOTN            |
|                                                   | Pesi Medi       | Tim Kennedy     | batte           | Roger Gracie       | Decisione unanime (30-27, 30-27, 29-28)     | 3               | 5:00            |                 |
|                                                   | Pesi Medi       | Mark Muñoz      | batte           | Tim Boetsch        | Decisione unanime (30-26, 30-27, 29-28)     | 3               | 5:00            |                 |
|                                                   | Pesi Piuma      | Cub Swanson     | batte           | Dennis Siver       | KO Tecnico (pugni)                          | 3               | 2:24            | FOTN            |
| Card preliminare                                  |                 |                 |                 |                    |                                             |                 |                 |                 |
|                                                   | Pesi Medi       | Andrew Craig    | batte           | Chris Leben        | Decisione non unanime (29-28, 28-29, 30-27) | 3               | 5:00            |                 |
|                                                   | Pesi Leggeri    | Norman Parke    | batte           | Kazuki Tokudome    | Decisione unanime (30-27, 30-27, 29-28)     | 3               | 5:00            |                 |
|                                                   | Pesi Massimi    | Gabriel Gonzaga | batte           | Dave Herman        | KO Tecnico (pugni)                          | 1               | 0:17            |                 |
|                                                   | Pesi Leggeri    | Edson Barboza   | batte           | Rafaello Oliveira  | KO Tecnico (calci alle gambe)               | 2               | 1:44            |                 |
|                                                   | Pesi Welter     | Brian Melancon  | batte           | Seth Baczynski     | KO (pugni)                                  | 1               | 4:59            |                 |
|                                                   | Pesi Welter     | Mike Pierce     | batte           | David Mitchell     | KO Tecnico (pugni)                          | 2               | 2:55            |                 |

## Premi
I lottatori premiati ricevettero un bonus di 50.000 dollari.
Legenda:
- FOTN: Fight of the Night (vengono premiati entrambi gli atleti per il miglior incontro dell'evento)
- KOTN: Knockout of the Night (viene premiato il vincitore per la migliore vittoria tramite KO dell'evento)
- SOTN: Submission of the Night (viene premiato il vincitore per la migliore vittoria tramite sottomissione dell'evento)

## Incontri annullati
|  | Divisione         |               |        |                   | Motivo                                                             |
|  | ----------------- | ------------- | ------ | ----------------- | ------------------------------------------------------------------ |
|  | Pesi Piuma        | Ricardo Lamas | contro | Jung Chan-Sung    | Jung promosso a contendente per UFC 163                            |
|  | Pesi Mediomassimi | Thiago Silva  | contro | Rafael Cavalcante | Incontro anticipato all'evento UFC on Fuel TV: Nogueira vs. Werdum |
|  | Pesi Leggeri      | Edson Barboza | contro | John Makdessi     | Makdessi infortunato                                               |
|  | Pesi Massimi      | Dave Herman   | contro | Shane del Rosario | del Rosario infortunato                                            |